# Søren Hald Møller
Søren Hald Møller (født 25. januar 1960 i København) er en dansk embedsmand, uddannet cand.phil. i samfundsfag fra Aalborg Universitet i 1984 og er i dag bosat i Nuuk. Han er gift med Tukummeq Qaavigaq. 2007 blev han Ridder af Dannebrogordenen.

## Karriere
- 1985 – 1986 Undervisning ved gymnasium og HF-kursus i Frederikshavn og Aars.
- 1986 – 1987 Fuldmægtig i Det Offentlige Aftalenævn.
- 1987 – 1992 Fuldmægtig og kontorchef i Grønlands Hjemmestyre, Økonomidirektoratet.
- 1992 – 1995 Direktør/souschef i Grønlands Hjemmestyre, Landsstyrets Sekretariat.
- 1995 – 1996 Adm. direktør i KNI Holding A/S
- 1997 – 1999 Direktør i Grønlands Hjemmestyre, Direktoratet for Miljø og Natur.
- 1999 – 2002 Adm. direktør i Grønlands Hjemmestyre, Landsstyrets Sekretariat.
- 2002 – 2005 Projektleder og kontorchef i Grønlands Hjemmestyre, Råstofdirektoratet
- 2005 – 2011 Rigsombudsmand i Grønland
- 2011 – 2013 Administrerende direktør i Kommuneqarfik Sermersooq
- 2013 - 2015 Styrelseschef i Grønlands Selvstyre, Miljøstyrelsen for Råstofområdet
- 2015 - 2019 Departementschef i Formandens Departement, Grønlands Selvstyre.